# 瓦尔德格雷韦勒
瓦尔德格雷韦勒是德国莱茵兰-普法尔茨州的一个市镇。总面积7.75平方公里，总人口220人，其中男性110人，女性110人（2011年12月31日），人口密度28人/平方公里。